# 열정시대
《열정시대》는 1993년 1월 6일부터 1994년 1월 26일까지 방영되었던 젊은이들의 사랑과 우정을 그린 청춘 드라마인데 김민종 (한창석 역) 신윤정 (윤다혜 역)이 해당 작품의 주제가와 삽입곡을 직접 부르기도 했고 대학생 문화를 왜곡시켰다는 지적을 받아왔다.
한편, 김민종 (한창석 역)이 가수활동에 전념하기 위하여 1993년 7월 20일 방송분을 끝으로 빠졌고 이외에도 신윤정 (윤다혜 역)이 같은 달 13일 방영분을 끝으로 하차했으며 허석 (허병만 역)도 개인사정 때문에 1993년 7월 20일 방송분을 끝으로 빠졌고 세 사람이 하차한 뒤 이본 (김유나 역) 김동욱 김은수 등이 새롭게 투입됐으며 김민종 등이 하차한 뒤 유일하게 남은 주연배우였던 정유석 (서강우 역)도 1993년 12월 16일 군 입대를 하는 바람에 같은 달 15일 방영분을 마지막으로 해당 드라마에서 빠졌다.
그 결과 젊은 연기자 물량공세로 이를 상쇄하려는 노력에도 불구하고 등장인물들의 난립이 오히려 드라마의 중심을 잃게 했다는 혹평이 있었으며 서로 다른 환경을지닌 젊은이들의 모습을 통해 청춘이 지니는 가치，젊은이들의 패기와 열정을 그려내려는 기획의도가 젊은이들의 상투적인 사랑타령과 신변잡기 등으로 변질되었다는 혹평을 받아 청소년시청자로부터도 호응을 얻지 못했다.

## 제작진
- 극본 : 이희명
- 연출 : 손홍조

## 출연진
- 김민종 - 한창석 역 (29회 초반부에 중도하차)
- 신윤정 - 윤다혜 역 (28회에 중도하차)
- 김보성 - 허병만 역 (29회 초반부에 중도하차)
- 정유석 - 서강우 역 (49회에 중도하차)
- 김지수 - 차은지 역(1회 초반부에 등장했고 10회부터 최종회까지 고정출연)
- 이본 - 김유나 역 (27회부터 중도합류)
- 이소희 - 오순심 역(29회를 끝으로 중도하차)
- 공형진
- 박형준 (4회에 특별출연후 41회부터 중도합류)
- 김동욱 (29회부터 중도합류)
- 김무생 - 강우 아버지 역
- 김수정 - 한진아 역
- 김용림 - 강우 어머니 역
- 심양홍 - 다혜 아버지 역(28회 방송분을 끝으로 중도하차)
- 김해숙 - 다혜 어머니 역(28회 방영분을 끝으로 중도하차)
- 임수택 - 한창수 역
- 김은수 (중도합류)
- 이원재
- 윤순홍 (30회부터 중도합류)
- 임현식
- 오미연
- 박웅
- 신귀식
- 나오미 - 은지 어머니 역
- 정진 - 순심 아버지 역
- 라재웅
- 전미선 (중도합류)
- 장희수
- 오영갑
- 김호영 - 창석 외삼촌 역
- 정혜영
- 김길호 - 창석 할아버지 역
- 신국 - 창석 외삼촌 역
- 신충식 - 병만 아버지 역
- 노영국
- 최준용
- 한규희
- 송나영 (47회부터 중도합류)
- 이윤성 (29회부터 중도합류)
- 김미란
- 김보라나
- 이승신
- 이규복
- 라재웅
- 최천심
- 황미선
- 오아랑
- 유진희
- 순동운

## 주제가
- 오프닝 - "내가 알고 있는 미소" 김민종이 부른 내가 알고 있는 미소(지우 작사 서영진 작곡)가 오프닝 곡이었다.

드라마 방영 후 1993년에 발매된 2집 앨범 5번 트랙에 수록된다.

## 방영목록
제1화 또 하나의 연습
제2화 되찾은 것들
제3화 횡재
제4화 너를 향한 마음(전편)
제5화 너를 향한 마음(후편)
제6화 햐얀 연인들
제7화 우리가 사랑하는 것은
제8화 가리워진 길
제9화 새로운 시작
제10화 고개 드는 남자
제11화 반항의 계절
제12화 마음의 집시
제13화 빈주머니의 사랑
제14화 사랑과 우정사이(전편)
제15화 사랑과 우정사이(후편)
제16화 인형의 집
제17화 이 한장의 사진
제18화 부모
제19화 아주 오래된 연인들
제20화 막내
제21화 징크스
제22화 이별예감
제23화 진실(1부)
제24화 진실(2부)
제25화 진실(3부)
제26화 진실(4부)
제27화 리오에서 온 손님
제28화 다시 만날때까지
제29화 하숙생
제30화 미팅과 설문지
제31화 비처럼 음악처럼
제32화 꿈꾸는 섬 별헤는 밤(전편)
제33화 꿈꾸는 섬 별헤는 밤(후편)
제34화 후천성 개강거부증
제35화 아버지는 아무도 못말려
제36화 카니발과 오리발
제37화 꿈,환상,그리고 그녀
제38화 가을의 삽화
제39화 청바지가 잘 어울리는 커플(전편)
제40화 청바지가 잘 어울리는 커플(후편)
제41화 유나의 눈물
제42화 방황의 계절
제43화 오해와 질투(전편)
제44화 오해와 질투(후편)
제45화 세 여자 네 남자
제46화 한 남자가 한 여자를 주시한다
제47화 희미한 옛 추억의 그림자
제48화 어디서 무엇이 되어 다시 만냐랴
제49화 이별연습
제50화 시차와 변수
제51화 부드러운 남자
제52화 첫인상
제53화 아버지와 아들
제54화 추억만들기(전편)
제55화 추억만들기(후편)(최종회)

## 결방
- 1993년 11월 10일 - 6시 35분부터 창사특집 <태평양 횡단퀴즈> '미국편' 편성